# Platereskstil

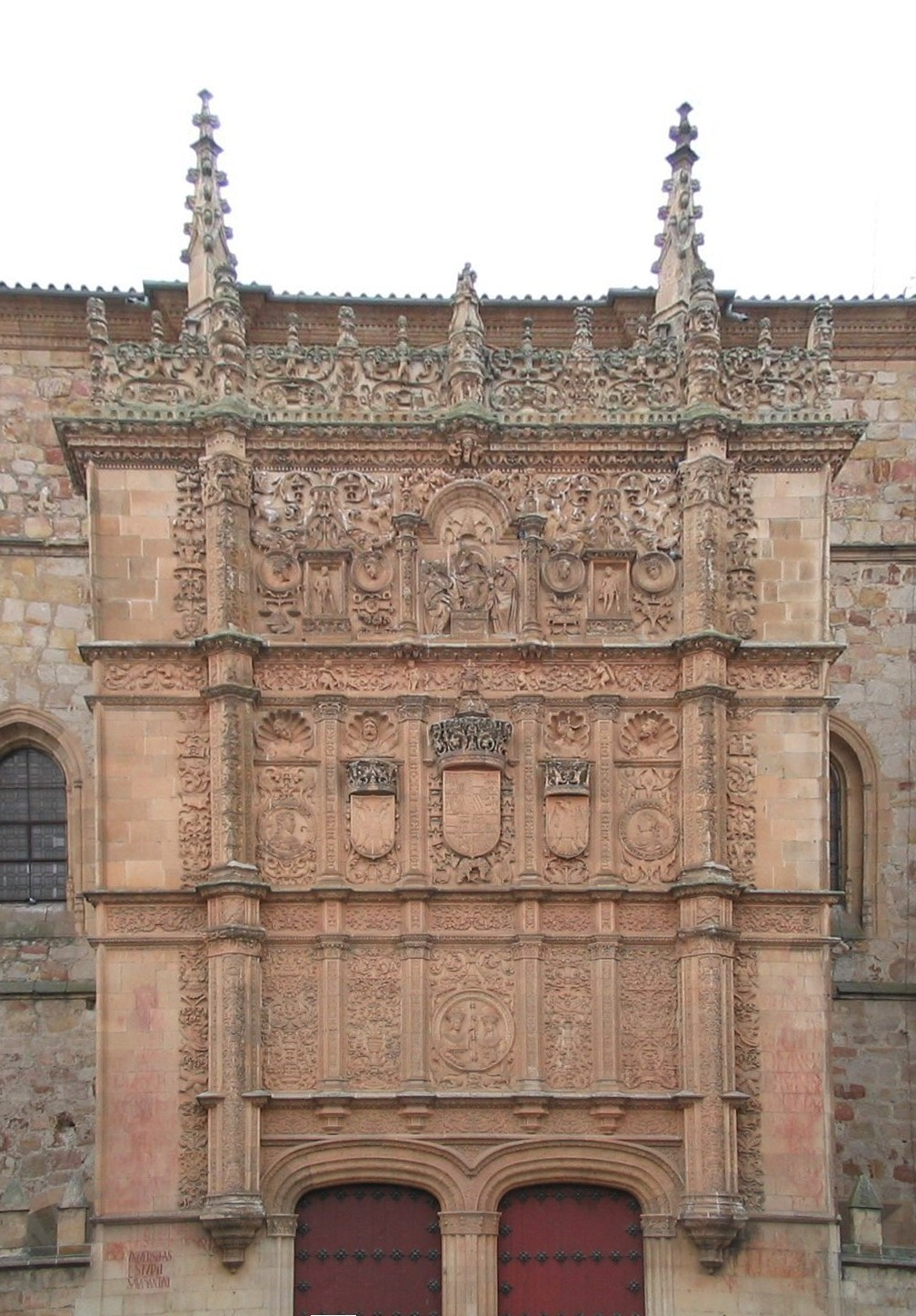
Universitetet i Salamanca, ett exempel på platereskstil.

Platererskstil (spanska estilo plateresco, av platero, silversmed) var en på 1500-talet i Spanien framträdande rik dekorationsstil, som med en stomme av övervägande gotisk medeltidskaraktär förenade ornamentala motiv från den moriska konsten och renässansen. Platereskdekorationen användes såväl på arkitekturens som på konsthantverkets område och har fått sitt namn på grund av likheten med ett rikt silversmedsarbete. Stilen motsvarar ungefär den franska och italienska ungrenässansen.
Några typiska exempel på denna stil är katedralen i Granada, som började byggas 1523, och Palacio de Monterrey i Salamanca, som började byggas 1540.